# Julija Tytowa
Julija Iwaniwna Tytowa, ukr. Юлія Іванівна Титова (ur. 6 lutego 1984 w Kijowie) – ukraińska piłkarka i futsalistka, grająca na pozycji pomocnika, Mistrz Sportu Ukrainy w piłce nożnej i Mistrz Sportu Ukrainy klasy międzynarodowej w futsalu.

## Kariera piłkarska
Wychowanka Szkoły Sportowej w Horodni. W 2001 zawodniczka rozpoczęła karierę w klubie piłkarskim Łehenda-SzWSM Czernihów oraz w klubie futsalu Fortuna-Spartak Czernihów. W 2001 została wypożyczona do Wołyni Łuck. W 2004 przeniosła się do klubu futsalowego SocTech Kijów. W 2005 rozegrała dodatkowo 9 meczów w piłkarskim klubie Spartak Sumy. W 2007 roku zgodziła się na przejście do rosyjskiego klubu Łaguna-UOR Penza. W sezonie 2011/12 występowała przez sezon w Wiktorii Dzierżyńsk, po czym wróciła do klubu z Penzy. W 2015 wróciła na Ukrainę, gdzie potem do 2018 grała w kijowskim IMS-NUChT, w którym pełniła funkcję kapitana i trzykrotnie zdobyła mistrzostwo i Puchar Ukrainy. Następnie broniła barw klubu ZChO-Tesła Charków.
Latem 2020 roku, po 15-letniej przerwie, wznowiła karierę piłkarską, podpisując kontrakt z Żytłobud-2 Charków.

## Kariera reprezentacyjna
W latach 2001–2003 występowała w juniorskiej reprezentacji Ukrainy.
6 maja 2010 debiutowała w barwach narodowej kadrze Ukrainy w futsalu w meczu przeciwko Węgier. Wieloletnia reprezentantka Ukrainy.

## Sukcesy i odznaczenia

### Sukcesy piłkarskie
Wołyń Łuck
- brązowy medalista mistrzostw Ukrainy: 2001

Łehenda-SzWSM Czernihów
- mistrz Ukrainy: 2002
- wicemistrz Ukrainy (2x): 2003, 2004
- zdobywca Pucharu Ukrainy: 2002
- finalistka Pucharu Ukrainy (2x): 2003, 2004

Żytłobud-2 Charków
- zdobywca Pucharu Ukrainy: 2020

### Sukcesy futsalowe
reprezentacja Ukrainy w futsalu
- zwycięzca turnieju międzynarodowego "Dień Pobiedy" (Moskwa, Rosja): 2010
- wicemistrz turnieju międzynarodowego "Dień Pobiedy" (Moskwa, Rosja): 2013
- brązowy medalista turnieju międzynarodowego "Dień Pobiedy" (Moskwa, Rosja): 2011
- brązowy medalista turnieju międzynarodowego w m. Mor, Węgry: 2011
- uczestnik mistrzostw świata: 2012, 2013

Fortuna-Spartak Czernihów
- wicemistrz Ukrainy (3x): 2001/02, 2002/03, 2003/04

SocTech Kijów
- brązowy medalista mistrzostw Ukrainy (2x): 2005/06, 2006/07
- zdobywca Pucharu Ukrainy: 2006

Łaguna-UOR Penza
- mistrz Rosji (5x): 2007/08, 2008/09, 2010/11, 2012/13, 2014/15
- wicemistrz Rosji (2x): 2009/10, 2013/14
- zdobywca Pucharu Rosji (5x): 2008/09, 2010/11, 2012/13, 2013/14, 2014/15
- finalista Pucharu Rosji (2x): 2007/08, 2009/10
- zwycięzca turnieju międzynarodowego European Futsal Women’s Cup Winners Cup (Mediolan, Włochy): 2012
- zwycięzca turnieju międzynarodowego Karshi-CUP (Karszy, Uzbekistan): 2011

IMS-NUChT Kijów
- mistrz Ukrainy (3x): 2015/16, 2016/17, 2017/18
- zdobywca Pucharu Ukrainy (3x): 2015/16, 2016/17, 2017/18
- zdobywca Superpucharu Ukrainy: 2015
- zwycięzca otwartego Pucharu Białorusi: 2016

ZChO-Tesła Charków
- wicemistrz Ukrainy (2x): 2018/19, 2019/20

### Sukcesy indywidualne
- na liście 10 najlepszych futsalistek świata: 10 miejsce (2012)
- najlepsza futsalistka mistrzostw Ukrainy: 2018/19
- najlepsza futsalistka na pozycji obrońcy w mistrzostwach Ukrainy: 2019/20
- królowa strzelców mistrzostw Ukrainy (2x): 2015/16 (22 goli), 2016/17 (20 goli)
- najlepsza futsalistka mistrzostw Rosji: 2014/15
- najlepsza futsalistka na pozycji napastnika w mistrzostwach Rosji (2x): 2009/10, 2010/11
- królowa strzelców mistrzostw Rosji (4x): 2007/08 (61 gol), 2012/13 (26 goli), 2013/14 (22 goli), 2014/15 (24 goli)
- królowa strzelców Pucharu Rosji: 2010/11 (7 goli)
- najlepsza królowa strzelców mistrzostw Rosji pod patronatem AMFR: 2012
- rekordzista w ilości strzelonych bramek w sezonie mistrzostw Rosji: 61 gol
- rekordzista klubu Łaguna-UOR Penza w ilości strzelonych bramek
- nominowana do najlepszej jedenastki Euro-2019
- nominowana do najlepszej jedenastki mistrzostw Ukrainy: 2019/20